# Luchino Visconti (signore di Milano)
Luchino Visconti (1292 – Milano, 24 gennaio 1349) è stato un condottiero italiano e co-signore di Milano insieme al fratello arcivescovo Giovanni Visconti.
Accrebbe la grandezza della casata viscontea con la costituzione di un patrimonio privato dovuto ai nuovi domini e alle confische.

## Biografia

### Nascita e giovinezza
Luchino nacque nel 1292 da Matteo I Visconti e di Bonacossa (o Bonacosa) Borri, probabilmente a Milano. I dati relativi alla sua infanzia sono scarsi. Inizialmente escluso dalla successione al potere, optò per una vita militare. Abitò inizialmente in un palazzo "altissimum, et longum, cameris, et salis distinctum, miris picturis decoratum, cum aquarum conductu" nel sestiere di Porta Ticinese dirimpetto alla chiesa di San Giorgio al Palazzo.
Nel giugno del 1302 una congiura capitanata dal piacentino Alberto Scotti, da Pietro Visconti e dal comasco Corrado Rusca riuscì a spodestare Matteo I Visconti dalla signoria di Milano, permettendo ai Torriani di riprendere il potere. Luchino insieme ai fratelli Marco, Giovanni e Stefano si rifugiò nel monastero di Sant'Eustorgio.
Il 6 gennaio 1311 assistette all'incoronazione a re d'Italia di Enrico VII di Lussemburgo presso la basilica di Sant'Ambrogio. In seguito al miglioramento dei rapporti tra Enrico e il padre, che dopo averlo supportato per convenienza durante la rivolta di Milano fu bandito per alcuni mesi ad Asti, nel mese di ottobre Luchino fu uno dei dodici cavalieri milanesi che accompagnò il re da Pavia a Genova e quindi a Roma.
Nel 1314 seguì il fratello Marco, Francesco da Garbagnate e Simone Crivelli nella campagna militare in Lomellina attuata in risposta al saccheggio da parte dei Torriani dell'abbazia di Morimondo e delle campagne circostanti. Dopo alterne vicende i viscontei assediarono il castello di Ferrera Erbognone tenuto dal conte Guidetto Langosco. Il Langosco riuscì a resistere per tre giorni contro forze soverchianti per poi gettarsi nella mischia. Fu infine convinto dalla moglie ad arrendersi ai milanesi che lo trattarono onorevolmente. I milanesi in seguito vinsero una battaglia a Mortara e in dicembre catturarono Tortona.

### La Battaglia di Montecatini
Nel 1315 il padre Matteo in seguito alle vittoriose battaglie di Ponte San Pietro e dello Scrivia, approfittò del momento favorevole per catturare Pavia. Inviò un esercito di cinquecento cavalieri guidato dal figlio Stefano e Francesco da Garbagnate ad intercettare una squadra di cinquanta cavalieri cremonesi venuti in soccorso ai pavesi. Dopo aver concertato l'apertura di una delle porte di Pavia con un traditore, giunsero di notte nei pressi della città. Qui una parte dei milanesi si portò sulla strada per Milano e iniziò ad accendere grandi fuochi e battere le armi sugli scudi simulando un attacco alle mura mentre il resto dell'esercito stava appostato sulla strada per Piacenza. Il Langosco effettuò una sortita contro quelli ma quando s'avvide dell'inganno era ormai troppo tardi e alcuni mercenari tedeschi erano già entrati in città dalla parte opposta. Simone della Torre riuscì per qualche tempo a respingere il nemico ma fu costretto a cedere, così i Visconti catturarono Pavia. Negli scontri rimasero uccisi sia Riccardo che Gherardino Langosco, figli di Filippo. Dopo la cattura, la città fu affidata a Luchino. Supportò poi i ghibellini nel parmigiano insieme al fratello Marco poi passò in Toscana in supporto a Uguccione della Faggiuola. Il 29 agosto 1315 si verificò lo scontro decisivo nella battaglia di Montecatini dove i ghibellini riportarono una schiacciante vittoria. Negli scontri Luchino rimase ferito ad una gamba. Lo stesso anno Luchino sposò Violante di Saluzzo, figlia del marchese che gli diede una figlia, Caterina.
Nel 1317 cercò di assediare Cremona per conto del padre ma l'impresa fallì.
Nel 1318 Matteo Visconti combinò le nozze tra Luchino e Caterina Spinola, appartenente a una delle due famiglie ghibelline più note di Genova insieme ai Doria, da cui non ebbe alcun figlio. Il signore di Milano, conoscendo perfettamente la situazione precaria in cui si trovavano le due famiglie a causa del continuo scontro con i Fieschi e i Grimaldi di partito guelfo, sapeva che avrebbero presto chiesto il suo aiuto dandogli la possibilità di estendere le sue mire espansionistiche sulla città.

### Operazioni militari contro Ugone del Balzo e Filippo di Valois
Il 2 dicembre 1319, mentre Ugone del Balzo era sulla strada per Montecastello, poco fuori Casale, fu sorpreso dall'esercito di Luchino, venuto soccorrere il fratello Marco, che lo sconfisse e lo uccise. Pochi giorni prima Luchino aveva sconfitto anche Simone della Torre che aveva preso Valenza e stava saccheggiando la Lomellina. Nello stesso anno, tuttavia, i guelfi dopo aver catturato Crema con una rivolta popolare, riuscirono a respingere due attacchi da parte dell'esercito milanese guidato dal podestà Bonifacio da Curiago. Lo stesso anno Luchino prese parte alla battaglia di Triselle, ove rimane nuovamente ferito.
Il 5 luglio 1320 Filippo di Valois arrivò ad Asti per conto di Roberto d'Angiò e rinforzò il suo esercito con molti guelfi lombardi. Luchino insieme ai fratelli Galeazzo e Marco in quei giorni era impegnato nell'assedio di Vercelli in supporto dei Tizzoni contro gli Avogadro. I tre figli di Matteo decisero di ritirarsi dalla città e fecero la rassegna delle truppe (3.000-5.000 cavalieri e numerosi fanti) a Novara, poi marciarono di nuovo verso Vercelli accampandosi a tre miglia dai francesi. Secondo gli storici conteramponei a quegli eventi, si evitò la battaglia grazie alla donazione di due botti d'argento piene di vino (o più probabilmente d'oro) da parte di Galeazzo Visconti.

### La battaglia di Gorgonzola
Nel febbraio 1323 Raimondo de Cardona, luogotenente angioino in Lombardia, esortato dai nobili milanesi fuggiti dalla città e dopo aver catturato Alessandria e Tortona, si riunì al resto dell'esercito guelfo che nel frattempo aveva ottenuto significativi rinforzi da molte città lombarde, piemontesi ed emiliane. Galeazzo invece disponeva di scarse forze poiché molti signori ghibellini alleati si erano riconciliati con il pontefice e poté solo cercare di fortificare Milano facendo erigere un bastione all'esterno dei borghi della città. Il re di Germania Ludovico il Bavaro cercò inutilmente di convincere il legato pontificio a desistere dall'impresa ma riuscì a persuadere gli Scaligeri, i Bonacolsi e gli Este a supportare i Visconti. Il 19 aprile Marco e Luchino Visconti, al comando di 2.000 fanti e 1.000 cavalieri, uscirono da Milano e nel tardo pomeriggio si scontrarono con un esercito guelfo di circa 4.000 uomini e 2.000 cavalieri presso Trecella. Lo scontro terminò al calare delle tenebre con una vittoria dei guelfi che rimasero padroni del campo ma ebbero il doppio delle perdite. Luchino rimase gravemente ferito. Marco decise allora di ritirarsi nuovamente a Milano.

### Discesa in Italia di Ludovico il Bavaro
Nel 1327 Ludovico il Bavaro, esortato da Marco e Lodrisio Visconti, entrò a Milano per farsi incoronare re d'Italia. Fece poi arrestare Galeazzo, Luchino e Giovanni dal momento che il signore di Milano adottava un comportamento ambiguo per cui da una parte fingeva di supportare le pretese del re e dall'altra tentava di riconciliarsi con la Chiesa. I tre furono imprigionati nei forni del castello di Monza e furono liberati solo il 25 marzo 1328 grazie a Castruccio Castracani che dopo aver cercato vanamente di convincere quello che ormai era divenuto il nuovo imperatore, ricominciò l'offensiva contro i fiorentini in Toscana mostrando la sua indipendenza rispetto all'autorità imperiale.
Abbandonato dall'antipapa, che tornò pentito al servizio di Giovanni XXII e fiutando possibili rivolte in Toscana, in aprile Ludovico tornò in Lombardia ma giunto presso le rive del Po venne abbandonato da seicento balestrieri che si misero subito al servizio di Azzone Visconti. Nel frattempo Azzone e Giovanni, pressati da Obizzo III d'Este tramite Beatrice, si erano adoperati sottobanco per una riconciliazione del pontefice, memori dell'arroganza e dell'avidità che caratterizzavano le discese in Italia dei re di Germania e ancor più della loro prigionia a Monza. Il 17 aprile Pinalla e Martino Aliprandi riuscirono ad introdursi a Monza e a catturarla costringendo il governatore Ludovico di Teck a rifugiarsi nel castello che venne assediato. Il 21 aprile Ludovico, furioso per gli avvenimenti e per la nuova posizione dei Visconti verso il pontefice, indisse una dieta a Marcaria dove spiegò ai presenti la situazione, esortandoli a radunare un esercito per sottometterli. Ludovico radunò a Cremona un esercito costituito da migliaia di fanti e duemila cavalieri. All'inizio di maggio giunse sotto le mura di Lodi ma non fu ricevuto, puntò quindi su Melegnano e poi su Monza. Luchino Visconti mosse alla volta di Melegnano ma giuntovi trovò che l'imperatore era già passato. L'esercito imperiale cercò di attaccare Monza da oriente, puntando a liberare il castello dall'assedio ma non riuscì a guadare il Lambro che era particolarmente gonfio e le cui acque non accennarono ad abbassarsi neppure nei giorni successivi. Su consiglio dei nobili milanesi contrari ai Visconti marciò sette miglia a nord sino ad Agliate dove vi era un ponte sul fiume, lo attraversò e tornò ad attaccare Monza da occidente. La città però non gli aprì le porte e si dovette ridurre ad assediare vanamente il castello per alcuni giorni, riuscendo solo a far fuggire Amorato della Torre, figlio di Guidone. Abbandonato il proposito di catturare Monza, mosse verso Milano che tuttavia risultava ancor meglio fortificata dato che Azzone aveva fatto costruire diverse bastie di legno ed oltre quaranta torri a difesa della Cerchia dei Navigli per poi farne innalzare il livello delle acque e si era assicurato la produzione di farina cintando i mulini fuori Porta Ticinese. Anche questo assedio si rivelò un fiasco e alla fine, abbandonato dalla maggior parte dei signori ghibellini che lo seguivano, con l'eccezione di Cangrande della Scala, si risolse ad abbandonar l'impresa e si ritirò a Pavia. Il 23 settembre Ludovico confermò il vicariato imperiale ad Azzone e revocò i privilegi e i feudi imperiali concessi nei due anni precedenti poi tornò in Germania.

### Il fallito assedio di Verona
Nell'aprile del 1337 Mastino II della Scala attaccò i veneziani. Azzone indisse un congresso a cui parteciparono i Gonzaga, gli Este e altri signori lombardi in cui si stabilì non solo di non offrirgli alcun aiuto ma di radunare un esercito per muovergli guerra. Il comando dei trecento cavalieri milanesi fu dato a Luchino che arrivò ad assediare Verona. Mastino lo sfidò alla battaglia campale e i due si accordarono per il 26 giugno.
Poco prima della battaglia Luchino venne a sapere che i mercenari tedeschi presenti nel suo esercito intendevano tradirlo e consegnarlo al nemico e quando si venne a battaglia questi passarono dalla parte di Mastino costringendo il Visconti a ritirarsi a Mantova perdendo buona parte dei carriaggi. Se da una parte l'impresa di Verona fallì, dall'altra Azzone riuscì ad introdurre segretamente alcuni suoi soldati a Brescia che aprirono le porte della città facendo entrare il resto dell'esercito; in breve furono catturate la città vecchia e la nuova ma la possente rocca riuscì a resistere fino al 13 novembre.

### La Battaglia di Parabiago
Nel gennaio del 1339, dopo aver riconciliato Scaligeri e veneziani, Azzone licenziò tutte le milizie mercenarie svizzere e tedesche e Lodrisio, che si trovava ancora a Verona, decise che era giunto il momento per tentare di deporre il signore di Milano; per farlo iniziò con l'assoldare tali milizie grazie alla complicità di Mastino II della Scala. Si formò così la Compagnia di San Giorgio, una delle prime compagnie di ventura operanti in Italia, costituita da ben 7.500 cavalieri, 800 fanti e 200 balestrieri. Al suo interno pare che il comandante fosse un certo Raimondo di Giver, detto Malerba e sicuramente v'erano Konrad von Landau (chiamato il Conte Lando dagli italiani) e Werner von Urslingen che saranno protagonisti di scontri armati e violenze di ogni tipo negli anni successivi. Ottenuto il suo esercito, Lodrisio mosse verso Milano saccheggiando le campagne bresciane e bergamasche e il 9 febbraio riuscì a passare l'Adda presso Rivolta sconfiggendo i soldati ivi di guarnigione guidati da Pinalla Aliprandi. Si portò quindi prima a Cernusco poi a Sesto quindi a Legnano e giunto nelle sue terre del Seprio riscosse i tributi che non gli erano stati pagati durante l'esilio per pagare le truppe. Le violenze degli uomini della Compagnia di San Giorgio spinsero moltissimi abitanti della zona a rifugiarsi a Milano dove però, a causa della mancanza dell'abbandono dei mulini e dei campi di quelle terre, presto iniziò a scarseggiare il cibo.
Azzone iniziò a radunare soldati, cosa che fu semplice dal momento che molti cittadini milanesi, sia nobili che popolani, si arruolarono volontariamente per contrastare la brutalità di quello che era di fatto un esercito straniero; richiese inoltre l'appoggio militare degli alleati. Luchino Visconti fu messo a capo di tale esercito. mentre Azzone, funestato dalla gotta, dovette rimanere a Milano difendendola con una guarnigione di settecento uomini. Luchino insieme al grosso dell'esercito si acquartierò a Nerviano, ordinò all'avanguardia di appostarsi a Parabiago e alla retroguardia di accamparsi Rho inoltre inviò contingenti di minor entità in altri tre o quattro borghi vicini. La grande quantità di neve caduta nei giorni precedenti rendeva però difficoltoso realizzare dei veri e propri accampamenti. Alle prime luci dell'alba del 21 febbraio, malgrado stesse nevicando intensamente, Lodrisio Visconti decise di uscire da Legnano e cercare lo scontro campale poiché le entrate tributarie derivanti del Seprio non sarebbero state sufficienti per mantenere a lungo la sua compagnia mercenaria. Divise i suoi uomini in tre squadre che procedettero sino a Parabiago e l'attaccarono a sorpresa da tre direzioni diverse. In quel borgo si trovava Rainald von Lonrich al comando dell'avanguardia composta da 2.000 fanti e 800 cavalieri, quasi tutti mercenari tedeschi. Inizialmente fu preso alla sprovvista poiché molti soldati stavano ancora dormendo ma riuscì in breve tempo a riorganizzare le truppe e a montare una strenua difesa che si protrasse fino a mezzogiorno, quando insieme a trecento cavalieri e a Giovanni Visconti; gran parte dei duemila fanti e dei cinquecento cavalieri furono uccisi o si diedero alla fuga. Prima di raggiungere il campo Luchino Visconti, per sollevare il morale dei suoi uomini, fece cavalieri alcuni nobili che lo seguivano. Poi, al grido di "Miles Sancti Ambrosii" assaltarono il nemico. Molti di loro si distinsero nella mischia, tra questi Antonio Visconti, figlio illegittimo di Matteo che dopo aver ucciso molti nemici catturò uno degli stendardi. Il valore dei milanesi tuttavia non bastò e dopo molte ore di battaglia Luchino Visconti venne disarcionato dal cavallo, ferito, spogliato e legato ad un albero di noce in attesa della fine della battaglia dopodiché iniziarono a ritirarsi verso Nerviano. Prima che vi giungessero arrivarono i rinforzi da Milano, costituiti trecento cavalieri savoiardi guidati da Ettore da Panigo e altri cavalieri ferraresi al comando di Brandelisio da Marano. L'esercito milanese si riorganizzò e dopo aver liberato Luchino tornò ad attaccare la Compagnia di San Giorgio i cui soldati, stanchi di combattere, avevano rotto i ranghi e stavano saccheggiando Parabiago. In breve riuscirono a sconfiggerli, catturando Lodrisio insieme ai due figli Ambrogio e Giannotto. Lodrisio in seguito fu imprigionato nel castello di San Colombano. Secondo la leggenda, i milanesi vinsero grazie ad una miracolosa apparizione di Sant'Ambrogio a cavallo in abito bianco, che impugnando lo staffile terrorizzò l'esercito nemico. Per rendere grazie al santo fu fatta una processione alla sua basilica in Milano e gli venne dedicata una chiesa nel luogo in cui era apparso. Si stabilì infine che ogni anno, nel giorno della battaglia, si dovesse effettuare una processione da Milano a quella chiesa; l'uso rimase fino ai tempi di Carlo Borromeo.
Il 16 agosto Azzone Visconti morì a soli trentasei anni, probabilmente per le complicanze della gotta che lo affliggeva da tempo.

### Signore di Milano
Il 17 agosto 1339 si riunì il consiglio generale per eleggere un nuovo signore. La scelta ricadde su Luchino Visconti e su suo fratello Giovanni, vescovo di Novara che però di fatto affidò il potere nelle mani del primo. Luchino cercò subito di ingraziarsi il popolo esentandolo dal pagamento delle condanne pecuniarie in arretrato fino al giorno della sua elezione fatta eccezione per coloro che avevano commesso reati particolarmente gravi. 
Nel 1340 il consiglio generale di Milano, così come quelli di Pavia, Como, Novara e Vercelli delegarono Guidotto del Calice quale procuratore al fine di trattare con il pontefice l'assoluzione dalla scomunica e dall'interdetto che arriverà l'anno successivo. In cambio i milanesi si sarebbero impegnati a non riconoscere alcun imperatore se non prima approvato dal pontefice e rimanere fedeli e devoti alla Chiesa. In questo stesso anno si corse per la prima volta un palio a Milano; il vincitore fu Bruzio Visconti, podestà di Lodi e figlio illegittimo primogenito di Luchino, che ottenne in premio un panno di velluto rosso del valore di quaranta fiorini.

### La conquista di Bellinzona e di Locarno
Nel 1340 i Rusca, dal loro castello di Bellinzona, cercarono di riprendersi Como invitando l'imperatore Ludovico il Bavaro a scendere nuovamente in Italia. Nel 1333 infatti avevano chiesto aiuto militare ad Azzone dopo che Benedetto da Asinago, arcivescovo di Como nominato da Giovanni XXII aveva cercato di catturare la città per cacciare Valeriano Rusca, arcivescovo eletto dai comaschi. Azzone accettò di intervenire ma mise sul piatto la signoria di Como in cambio di quella di Bellinzona. Luchino non poteva permettersi un'altra discesa dell'imperatore tedesco in Italia pertanto a fine febbraio inviò un esercito ad assediare la città. Nelle operazioni vennero impiegati ben undici trabucchi che battevano le mura giorno e notte. Il 1 maggio, quando i Rusca si convinsero che nessun soccorso sarebbe mai giunto dall'imperatore, decisero di arrendersi. Ottennero il perdono ma persero Bellinzona.
Nel 1341 Luchino attaccò Locarno per acqua e per terra dopo aver fatto risalire il Ticino a decine di navi della flotta viscontea e averne fatte costruire altre sei dette ganzerre che vennero trasportate sino alle rive del lago dal momento che non erano in grado di risalire il fiume a causa delle correnti; furono poi riutilizzate sul Po. Il borgo, benché ben fortificato, non poté resistere a lungo. I nobili ivi presenti vennero deportati a Milano e per assicurarsi la conquista vi fece costruire un castello e vi lasciò una guarnigione.

### La congiura di Francesco Pusterla
I successi militari ottenuti per la gloria della signoria di Milano e il gesto di benevolenza effettuato subito dopo la sua elezione non bastarono a Luchino per ingraziarsi il popolo e parte della nobiltà. Il suo carattere era stato forgiato sui campi di battaglia e risultava quindi aspro, scontroso, sdegnoso, tirannico, poco avvezzo a dare ascolto ai suoi consiglieri ed era poco amato per la sua scostumatezza. Secondo l'Azario di recente aveva infatti insidiato nientemeno che la bellissima cugina Margherita Visconti, moglie di Francesco Pusterla, forse il nobile più ricco della città e anch'esso popolare per la sua avvenenza. Il Pusterla volle vendicarsi e cercò alleati tra la nobiltà milanese tra cui Pinalla e Martino Aliprandi, Calzino Tornielli, Borolo da Castelletto nonché Matteo, Galeazzo e Bernabò Visconti, i tre figli di Stefano. Parlò anche con il fratello Zurione che a sua volta cercò di portare dalla sua parte Alpinolo da Casate che svelò tutto al fratello Ramengo da Casate, il quale a sua volta lo disse al Visconti in cambio dell'immunità per Alpinolo. Quando il Pusterla ne venne a conoscenza si trovò costretto a raccogliere le ricchezze che poteva facilmente trasportare e a fuggire ad Avignone. Luchino fece imprigionare Margherita e torturare alcuni dei congiurati, scoprendo l'identità della mente dietro alla congiura mentre non trovò prove sufficienti per incriminare i nipoti o forse volle semplicemente riservare la vendetta per il futuro. Per stanare il Pusterla si ingraziò un suo confidente e finse di bandirlo da Milano. Questi si portò ad Avignone e dopo essere stato accolto dal suo precedente padrone funse da spia per il signore di Milano. Luchino poi gli spedì delle lettere contraffatte con la firma di Mastino II della Scala nelle quali gli si consigliava di andarsene da Avignone poiché c'erano persone pronte a tendergli delle insidie. Il Pusterla cadde nella trappola e sbarcato a Porto Pisano fu arrestato e condotto a Milano. Fu giudicato colpevole e condannato alla decapitazione insieme ai suoi due figli. L'esecuzione avvenne sulla piazza del Broletto Nuovo. Quanto agli altri congiurati, alcuni come gli Aliprandi vennero decapitati, altri condannati al cavalletto, altri ancora sanzionati con pene pecuniarie ma tutti i loro beni furono confiscati; solo quelli del Pusterla valevano duecentomila fiorini d'oro.

### Guerre con i pisani e i ferraresi
Nell'estate del 1341 i pisani chiesero aiuti militari ai Visconti per condurre una guerra contro i fiorentini. Luchino inviò duemila cavalieri al comando di Giovanni Visconti da Oleggio in cambio del pagamento di 50.000 fiorini. Il 2 ottobre si giunse allo scontro campale presso San Quirico. I fiorentini riuscirono inizialmente a sconfiggere la cavalleria milanese a catturare Giovanni ma il contrattacco pisano e il mancato intervento dei cavalieri guidati da Giovanni della Vallina ribaltò le sorti della battaglia. In quegli stessi mesi diede assistenza militare anche ai Gonzaga e al Marchesato di Saluzzo dove sua nipote Ricciarda era moglie di Tommaso II. In questo stesso anno le città di Bobbio e di Asti si sottomisero volontariamente ai Visconti; quest'ultima tuttavia apparteneva agli angioini e il suo passaggio nelle mani dei Visconti provocò l'irritazione di Benedetto XII. 
Il 6 luglio 1342, dopo undici mesi di assedio, i pisani, supportati dai milanesi, entrarono a Lucca.
Nel 1341 riuscì a instaurare una sorta di protettorato su Pavia, allora retta dai Beccaria (stirpe ghibellina e favorevole ai Visconti), garantendosi l'appoggio militare dei pavesi, che disponevano di una forte flotta fluaviale. Il 23 marzo si stabilì una tregua triennale tra i Visconti e i Gonzaga da una parte e gli Scaligeri, Estensi e bolognesi dall'altra.
Nel marzo del 1344 Luchino inviò un esercito contro i pisani per punirli del trattamento riservato a Giovanni Visconti da Oleggio e per aver cacciato da Lucca i figli di Castruccio Castracani. Il 5 aprile i milanesi sconfissero i pisani a Rotaia assicurandosi la Lunigiana e diversi castelli. Si ritirarono poi dal pisano a causa della diffusione della peste. Nel 1345 i pisani furono costretti a chiedere una pace nella quale si impegnavano a versare 80.000 o 100.000 fiorini ai Visconti e a donargli ogni anno un palafreno e due o tre falconi.
Il 6 dicembre le truppe milanesi e mantovane sconfissero l'esercito estense a Rivalta, presso Reggio, facendo un gran numero di prigionieri tra i nobili avversari. Gli Este avevano infatti acquistato Parma senza aver ottenuto il consenso dei milanesi. Gli scontri continuarono anche per tutto l'anno successivo finché nel 1346 gli Este furono costretti a cedere Parma al prezzo di 60.000 fiorini ai Visconti dal momento che gli Scaligeri erano passati dalla parte di quest'ultimo. All'inizio del 1347 Luchino inviò rinforzi a Trento in supporto di Carlo IV di Lussemburgo che catturò Belluno e Feltre e sconfisse Ludovico V di Baviera. Poco dopo morì Ludovico il Bavaro e Carlo IV fu riconosciuto da tutti nuovo re di Germania.

### La congiura dei figli di Stefano Visconti
Il 4 aprile 1346 Isabella Fieschi partorì due gemelli maschi, uno dei quali venne battezzato Luchino Novello e l'altro Giovanni. Il 10 settembre vi fu il loro battesimo in gran pompa a cui parteciparono personalità del calibro di Obizzo III d'Este, Giovanni II del Monferrato, Castellino Beccaria e Ostasio I da Polenta. 
Nel 1347 Luchino permise alla moglie di effettuare un pellegrinaggio alla basilica di San Marco a Venezia, in seguito ad un voto che essa aveva fatto l'anno precedente in occasione del parto gemellare. Fu seguita da un corteo sontuoso che comprendeva cavalieri provenienti da tutte le città suddite della signoria di Milano, comprese Alessandria e Tortona, da poco annesse. A capo di questi cavalieri vi era Matteo II Visconti, figlio di Stefano. Il corteo partì da Milano il 29 aprile, trascorse la prima notte a Vaprio, passò nel bresciano e arrivò a Venezia in tempo per la festa dell'Ascensione.
Nella seconda metà del 1347 i nipoti Matteo II Visconti, Galeazzo II Visconti e Bernabò Visconti, che avevano già collaborato con il Pusterla, furono di aver ordito una nuova fallimentare congiura contro Luchino. Galeazzo era inoltre sospettato di avere una relazione con Isabella Fieschi, moglie di Luchino. Questa volta il signore di Milano li esiliò dalla Lombardia. A Matteo, grazie all'intercessione dei Gonzaga, la famiglia della moglie Gigliola, fu permesso di riparare a Morano, nel Marchesato del Monferrato. Galeazzo andò nelle Fiandre dal conte di Hainaut suo amico mentre Bernabò ripiegò prima in Savoia e poi nel 1348 nelle Fiandre alla corte di Filippo VI di Francia. Galeazzo e Bernabò ebbero probabilmente occasione di distinguersi in alcuni scontri militari nelle Fiandre, in Francia e in Germania. Nel 1349 Luchino ottenne che Galeazzo e Bernabò fossero scomunicati. I tre restarono in esilio sino alla morte di Luchino nel 1349.

### La campagna contro i Gonzaga
Tra l'estate del 1347 e l'inverno del 1348 Luchino, alleato con Giovanni II del Monferrato e Tommaso II di Saluzzo, accese una guerra contro Amedeo VI di Savoia grazie alla quale catturò Alba, Mondovì, Cuneo e Cherasco. In seguito, forse per limitare possibili espansioni dei monferrini o per ragioni personali, minacciò il marchese del Monferrato che fuggì da Milano lasciando vettovaglie, cavalli e accompagnatori in città. Questo atteggiamento gli inimicò i Gonzaga che erano fedeli alleati dei monferrini. Luchino dopo avergli inutilmente intimato di restituire i territori da loro occupati appartenenti al bresciano e al cremonese, inviò un esercito al comando di Andreotto Marliani e Sozio da Bizzozzero che riuscì a catturare Casalmaggiore e Sabbioneta nonché ad assediare Borgoforte; ottenne poi rinforzi dagli Scaligeri e dagli Este. Il 30 settembre i Gonzaga riuscirono però a sorprendere i nemici in marcia e a disperderli facendo terminare la campagna militare.
Nel 1348 Luchino si impadronì di Gavi, Voltaggio e alcuni borghi circostanti. Verso la fine dell'anno o all'inizio del 1349 inviò il figlio Bruzio insieme al mantovano Rainaldo degli Assandri e al pavese Francesco Cristiano ad assediare Genova. L'assedio fu sollevato quando al campo giunse notizia della morte del signore di Milano.

### La peste
Nel 1347 la peste nera, proveniente dalle steppe dell'Asia Centrale (dove era endemica), iniziò a diffondersi anche in Italia colpendo Genova, Venezia, Pisa, la Sicilia e la Sardegna uccidendo dal 25% all'80% della popolazione. Nel 1348 arrivò anche a Milano. I primi casi pare si registrassero in tre case poste presso le mura della città che per ordine di Luchino furono subito murate e gli abitanti furono lasciati morire di peste o di inedia. Luchino dispose inoltre di effettuare stretti controlli sulle merci in entrata in città. Queste misure rigide e crudeli riuscirono però a contenere l'epidemia che colpì non più del 15% della popolazione, una percentuale molto bassa rispetto a tutte le altre città italiane ed europee, con l'eccezione di Cracovia e di alcune aree circostanti della Polonia.

### La morte
Il 24 gennaio 1349 Luchino Visconti morì all'età di cinquantasette anni, secondo il Corio e il Giovio avvelenato dalla moglie Isabella Fieschi che dopo aver dato scandalo durante il suo viaggio a Venezia sembra fosse stata minacciata di morte sul rogo dallo stesso marito. Secondo il Fiamma morì per una lunga e lenta malattia mentre per Giovanni da Bazano morì di peste. Fu sepolto secondo l'Azario nella chiesa di Santa Maria Rossa mentre secondo il Corio e il Giovio nella chiesa di San Gottardo in Corte dove era stato sepolto Azzone.

## Aspetto e personalità
Il Fiamma, così lo descrive:
(Giorgio Giulini, Memorie)
Il Giulini, citando il Fiamma, sulla sua personalità e sul suo operato afferma:
(Giorgio Giulini, Memorie)
E citandone i difetti:
(Giorgio Giulini, Memorie)
Secondo Pietro Azario:

## Matrimoni e discendenza
Luchino Visconti ebbe tre mogli:
- Violante di Saluzzo, morta nel 1339, figlia del marchese Tommaso I di Saluzzo, sposata nel 1315, dalla quale ebbe:

Caterina, andata in sposa a Francesco d'Este;
- Caterina Spinola, figlia di Oberto Spinola, sposata nel 1318, da cui non ebbe figli;
- Isabella Fieschi, nipote di Papa Adriano V che gli diede:

Orsina (1343-?), sposata a Balzarino Pusterla,
poi i gemelli Luchino Novello (1346-1399) e Giovanni (1346-?). Luchino Novello si sposò con Ludovica Adorno, figlia del Doge Antoniotto Adorno di Genova, in seguito si risposò con Maddalena Strozzi, morta nel 1399.
Luchino ebbe anche tre figli naturali:
- Brizio o Bruzio (?-1357), signore di Tortona e podestà di Lodi[39]
- Borso[39]
- Forestino[39]

## Opere architettoniche legate a Luchino Visconti
- Nel 1341 fece costruire il Castello di Locarno e la Rocca Vecchia del Castello di Vigevano, fortificò inoltre il castello preesistente.[40]
- Nel 1341 fece realizzare il ponte di Vigevano. Si trattava di un enorme ponte merlato in legno lungo circa un miglio sul Ticino. Era sufficientemente largo da permettere a tre carri di attraversarlo uno di fianco all'altro e le arcate erano talmente alte che potevano essere attraversate da piccole navi. Era rinforzato a ciascuna estremità da torri di legno e fortificazioni in pietra e protetto da due ponti levatoi. Si trattava con ogni probabilità del più lungo ponte in legno della signoria. Fu incendiato e distrutto dai pavesi nel 1356.[41]
- Al fine di ridurre l'impatto di eventuali carestie su Milano, vi fece realizzare circa trecento mulini che funzionavano con un sistema di pesi e contrappesi che non avevano bisogno né di vento né di acqua. Furono i primi di questo tipo in Italia.[42]
- Fece edificare la Rocchetta di Porta Romana, presso l'omonima porta cittadina, dotata di un'alta torre. Da non confondersi con la cittadella (o castello) di San Nazaro, realizzata successivamente da Bernabò Visconti dalla parte opposta della porta, verso la Ca' Granda.[2]
- Fece realizzare un imponente palazzo presso la chiesa di San Giovanni in Conca che sarebbe stato poi conosciuto come Cà di Can e sarebbe stato scelto quale dimora da Bernabò Visconti. Tale edificio aveva quattro torri angolari, una loggia coperta lunga cinquecento braccia[43] e larga dieci[44] che passando sopra le case della città la metteva in comunicazione con il Broletto Vecchio.[45]
- Edificò a Piacenza la fortezza nota come i "Portoni di Piazza", posta in mezzo alla città, in posizione baricentrica tra la Cittadella di Fodesta e il Castello di Sant'Antonino.[46]

## Ascendenza
|                    |                 |                       | Genitori |  |  | Nonni |  |  | Bisnonni           |  |  | Trisnonni       |  |
|                    |                 |                       |          |  |  |       |  |  | Andreotto Visconti |  |  | Ottone Visconti |  |
|                    |                 |                       |          |  |  |       |  |  | Andreotto Visconti |  |  | Ottone Visconti |  |
|                    |                 | …                     |          |  |  |       |  |  | Andreotto Visconti |  |  |                 |  |
| Teobaldo Visconti  |                 |                       |          |  |  |       |  |  | Andreotto Visconti |  |  |                 |  |
|                    |                 | Fiorina Mandelli      | …        |  |  |       |  |  |                    |  |  |                 |  |
|                    |                 | Fiorina Mandelli      | …        |  |  |       |  |  |                    |  |  |                 |  |
|                    |                 | Fiorina Mandelli      | …        |  |  |       |  |  |                    |  |  |                 |  |
| Matteo I Visconti  |                 | Fiorina Mandelli      |          |  |  |       |  |  |                    |  |  |                 |  |
|                    |                 | …                     | …        |  |  |       |  |  |                    |  |  |                 |  |
|                    |                 | …                     | …        |  |  |       |  |  |                    |  |  |                 |  |
|                    |                 | …                     | …        |  |  |       |  |  |                    |  |  |                 |  |
| Anastasia Pirovano |                 | …                     |          |  |  |       |  |  |                    |  |  |                 |  |
|                    |                 | …                     | …        |  |  |       |  |  |                    |  |  |                 |  |
|                    |                 | …                     | …        |  |  |       |  |  |                    |  |  |                 |  |
|                    |                 | …                     | …        |  |  |       |  |  |                    |  |  |                 |  |
| Luchino Visconti   |                 | …                     |          |  |  |       |  |  |                    |  |  |                 |  |
|                    | Lanfranco Borri | …                     |          |  |  |       |  |  |                    |  |  |                 |  |
|                    | Lanfranco Borri | …                     |          |  |  |       |  |  |                    |  |  |                 |  |
|                    | Lanfranco Borri | …                     |          |  |  |       |  |  |                    |  |  |                 |  |
| Squarcino Borri    | Lanfranco Borri |                       |          |  |  |       |  |  |                    |  |  |                 |  |
|                    |                 | …                     | …        |  |  |       |  |  |                    |  |  |                 |  |
|                    |                 | …                     | …        |  |  |       |  |  |                    |  |  |                 |  |
|                    |                 | …                     | …        |  |  |       |  |  |                    |  |  |                 |  |
| Bonacossa Borri    |                 | …                     |          |  |  |       |  |  |                    |  |  |                 |  |
|                    |                 | Guglielmo I de Suavis | …        |  |  |       |  |  |                    |  |  |                 |  |
|                    |                 | Guglielmo I de Suavis | …        |  |  |       |  |  |                    |  |  |                 |  |
|                    |                 | Guglielmo I de Suavis | …        |  |  |       |  |  |                    |  |  |                 |  |
| Antonia            |                 | Guglielmo I de Suavis |          |  |  |       |  |  |                    |  |  |                 |  |
|                    |                 | Beatrice Malaspina    | …        |  |  |       |  |  |                    |  |  |                 |  |
|                    |                 | Beatrice Malaspina    | …        |  |  |       |  |  |                    |  |  |                 |  |
|                    |                 | Beatrice Malaspina    | …        |  |  |       |  |  |                    |  |  |                 |  |
|                    |                 | Beatrice Malaspina    |          |  |  |       |  |  |                    |  |  |                 |  |